# Old Funeral
Old Funeral var ett norskt black/death metal-band från Bergen, bildat 1988, vars mest kända medlem torde vara Varg Vikernes. Gruppen gav ut två demo och en EP innan bandet lades ned 1992. Hammerheart Records gav 1999 ut två samlingsalbum med bandets tidigare material och tre år senare ett livealbum kallat Grim Reaping Norway.

## Medlemmar
Senaste kända medlemmar
- Olve Eikemo ("Abbath Doom Occulta", "On the Egg") – basgitarr, sång (också medlem i Immortal, Bömbers, Amputation, Satanel, Det Hedenske Folk, I) (1988–1990, 2015)
- Jan Atle Åserød ("Padden") – trummor, sång (1988–1992, 2015)
- Tore Bratseth ("Tore") – gitarr (Bömbers, The Batallion, Desekrator) (1988–1992, 2015)

Tidigare medlemmar
- Jim Larsen ("Tyr") – sång (1988)
- Kristian Vikernes ("Varg Vikernes") – gitarr (Burzum, Mayhem, Satanel, Uruk-Hai) (1990)
- Harald Nævdal ("Demonaz Doom Occulta") – gitarr (Immortal, Amputation) (1990)
- Jørn Inge Tunsberg – gitarr (Hades, Amputation, Immortal) (1991–1992)
- Thorlak Sigvaldason ("Thorlak") – basgitarr (1991–1992)

## Diskografi
Demo
- The Fart That Should Not Be – 1989
- Abduction of Limbs – 1990

Livealbum
- Grim Reaping Norway – 2002

EP
- Devoured Carcass – 1991

Samlingsalbum
- Join the Funeral Procession – 1999
- The Older Ones – 1999
- Our Condolences (1988-1992) – 2013